# 艾芜

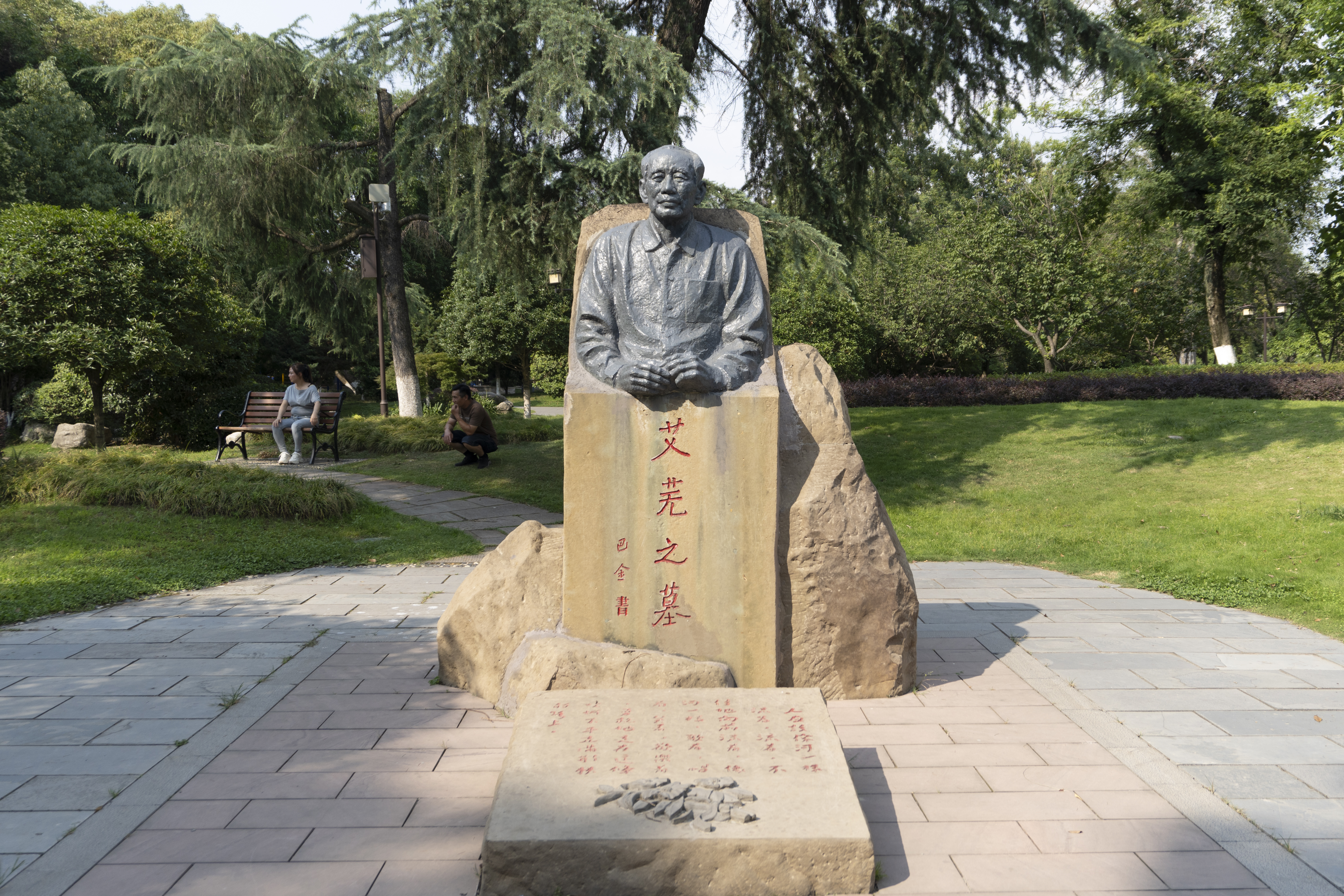
艾芜墓，位于成都市新都区

艾芜（1904年6月2日—1992年12月5日），原名汤道耕，中国现代作家，曾用笔名汤爱吾、吴岩、刘明、魏良、乔城等，其代表作为《南行记》。

## 生平

### 早年
艾芜生于四川省新繁县清流场（现成都市新都区清流镇）一个乡村教师家庭。曾入成都省立第一师范学校学习，因不满守旧的学校教育，反抗封建包办婚姻，于1925年秋离家出走。他从成都步行到昆明，曾在《云波》半月刊发表新诗，从此开始文学生涯。1927年起的几年，艾芜漂泊于云南、缅甸、新加坡等地，漂泊途中做过杂役，当过小学教师、报馆校对和副刊编辑。1930年因支持缅甸农民暴动，被英国殖民当局驱逐出境。

### 返國
1931年艾芜途经新加坡回到上海，与好友沙汀联名给鲁迅写信，受到鲁迅指导，从而坚定从事文学创作信心。1932年春加入中国左翼作家联盟，不久加入中国共产党，左联解散后，与党失去联系。1935年出版短篇小说集《南国之夜》、《南行记》和散文集《漂泊杂记》。这些作品均取材于作者的滇缅漂泊生活，将旖旎的自然风光、边疆异域的风土人情和下层劳动者的悲惨生活状况熔于一炉，引起文坛的注视。抗日战争期间，艾芜任中华全国文艺界抗敌协会桂林分会理事，辗转于湖南、广西、四川。抗战胜利後，编辑《半月文艺》，参加民主运动。此阶段主要作品为短篇《秋收》、《纺车复活的时候》、《芭蕉谷》《石青嫂子》和长篇《山野》，对于战争期间农村社会作了真切的刻画。

### 1949年之后
中华人民共和国建国后，艾芜先后任重庆市文化局长、重庆大学中文系主任、全国文联委员、中国作协理事等职。1953年重新加入中国共产党，并开始定居北京，专事创作。艾芜曾到鞍钢、大庆、小凉山等地体验生活，1958年完成的长篇小说《百炼成钢》是中华人民共和国小说中最早取材于现代大工业的一部。1964年发表《南行记续篇》反映作者重返云南的经历。1965年全家迁回成都，文革中被迫搁笔。
1976年后重新开始创作，同时任中国作协顾问，四川省文联、省作协名誉主席。艾芜在1980年代重新访问鞍钢、大庆、云南边境，写有《南行记新编》，长篇小说《春天的雾》和《风波》等。1981-1989年四川人民出版社整理出版了《艾芜文集》。1992年12月5日，艾芜因患肺炎，引起肺部大面积感染而去世，终年88岁。艾芜的墓地位于新都区桂湖公园中的饮马河畔，于1993年12月落成，由好友巴金手书墓名。

## 主要作品
- 《南行记》（1935）
- 《百炼成钢》（1958）
- 《山中牧歌》